# Скуба (Міссісіпі)
Скуба (англ. Scooba) — місто (англ. town) в США, в окрузі Кемпер штату Міссісіпі. Населення — 744 особи (2020).

## Географія
Скуба розташована за координатами 32°49′49″ пн. ш. 88°28′38″ зх. д. / 32.83028° пн. ш. 88.47722° зх. д. (32.830179, -88.477118).  За даними Бюро перепису населення США в 2010 році місто мало площу 6,42 км², уся площа — суходіл.

## Демографія
Згідно з переписом 2010 року, у місті мешкали 732 особи в 199 домогосподарствах у складі 118 родин. Густота населення становила 114 особи/км².  Було 228 помешкань (36/км²).
Расовий склад населення:
| - 65,6 % — чорних або афроамериканців - 33,2 % — білих - 0,4 % — корінних американців |

До двох чи більше рас належало 0,7 %. Частка іспаномовних становила 1,0 % від усіх жителів.
За віковим діапазоном населення розподілялося таким чином: 17,9 % — особи молодші 18 років, 73,5 % — особи у віці 18—64 років, 8,6 % — особи у віці 65 років та старші. Медіана віку мешканця становила 20,6 року. На 100 осіб жіночої статі у місті припадало 97,3 чоловіків;  на 100 жінок у віці від 18 років та старших — 96,4 чоловіків також старших 18 років.
Середній дохід на одне домашнє господарство  становив 32 162 долари США (медіана — 20 294), а середній дохід на одну сім'ю — 36 196 доларів (медіана — 20 556). За межею бідності перебувало 48,5 % осіб, у тому числі 79,2 % дітей у віці до 18 років та 19,8 % осіб у віці 65 років та старших.
Цивільне працевлаштоване населення становило 290 осіб. Основні галузі зайнятості: освіта, охорона здоров'я та соціальна допомога — 37,6 %, роздрібна торгівля — 21,4 %, сільське господарство, лісництво, риболовля — 10,0 %, публічна адміністрація — 8,3 %.